# Пилкохвоста котяча акула довгоноса
Пилкохвоста котяча акула довгоноса (Galeus longirostris) — акула з роду Пилкохвоста котяча акула родини Котячі акули.

## Опис
Загальна довжина досягає 80,3 см. Зовнішністю схожа на Galeus nipponensis. Голова дещо сплощена. Ніс довгий та тупо закруглений. Звідси походить назва цієї акули. Очі помірного розміру, овальні, горизонтальної форми, з мигальною перетинкою. Зіниці щілиноподібні. За очима розташовані невеличкі бризкальця. Ніздрі відносно маленькі з трикутними носовими клапанами. Губні борозни довгі. Рот широкий, зігнутий. Зуби дрібні з багатьма верхівками (центральна — довга, бокові — маленькі), розташовані у декілька рядків. На кожній щелепі по 60-70 робочих зубів. У неї 5 пар коротких зябрових щілин. Тулуб циліндричний, щільний та стрункий. Грудні плавці дуже розвинені, широкі. Має 2 трикутних спинних плавця з округлими кінчиками. Передній трохи більше за задній. Передній спинний плавець починається навпроти заднього частини черевних плавців, задній — навпроти анального плавця. Черевні плавці відносно великі, птеригоподії (статеві органи самців) на них довгі, що дістають основи анального плавця. Має коротку відстань між черевними та анальним плавцями (на відміну від японської пилкохвостої акули). Анальний плавець широкий, ширина якого становить 11-13 % довжини усього тіла акули. Хвостовий плавець вузький, на його передній крайці є зубчастий гребінь (утворений великою шкіряною лускою).
Забарвлення спини темно-сіре. У молодих акул присутні нечіткі темні сідлоподібні плями, що з віком практично зникають. Ротова порожнина світло-сірого кольору. Черево значно світліше за спину. Спинні та грудні плавці мають світлу облямівку.

## Спосіб життя
Тримається на глибині 350—550 м, острівних схилів. Полює біля дна, є бентофагом. Живиться переважно ракоподібними, кальмарами, морськими червами, дрібною костистою рибою.
Статева зрілість настає у самців при розмірах 66-70 см, самиць — 68-78 см. Це яйцекладна акула. Самиця відкладає 2 яйця.
М'ясо цієї акули їстівне, проте не відрізняється високими смаковими якостями. Внаслідок цього та глибоководного способу життя промисловий вилов не ведеться.

## Розповсюдження
Мешкає біля південних островів Японії, також в акваторії Бонінських островів, архіпелагу Рюкю, о. Ідзу.